# Госпожо Държавен секретар
„Госпожо Държавен секретар“ (на английски: Madam Secretary) е американски политически драматичен сериал, по идея на Барбара Хол, а изпълнителни продуценти са Морган Фрийман и Лори Маккриъри. В главната роля участва Теа Леони в ролята на Елизабет Маккорд, бивша аналитик от ЦРУ и професор в колеж по политическо учение, която се превръща в Държавен секретар на САЩ. Излъчва се по CBS на 21 септември 2014 г. до 8 декември 2019 г. и се състои от 120 епизода.

## „Госпожо Държавен секретар“ В България
В България сериалът е излъчен по БНТ 1 на 27 май 2019 г. с български дублаж. Първи сезон завършва до 8 юли, а втори сезон започна на 9 юли. Трети сезон започна и на 29 юни 2020 г., от понеделник до четвъртък от 21:00 ч. до 22:30 ч., в общо 2 епизода.
Дублажът е направен от продуцентско направление „Чужди програми“ от първи до трети сезон, когато е преименувано на дирекция „Програмно съдържание“. Ролите се озвучават от Даниела Йорданова, Ася Братанова, Елисавета Господинова, Илиян Пенев, Мартин Герасков и Васил Бинев. Режисьор на дублажа е Елена Русалиева, а основният преводач е Миряна Мезеклиева.